# Barați, Kărdjali
Barați (în bulgară Бараци) este un sat în comuna Krumovgrad, regiunea Kărdjali,  Bulgaria. 

## Demografie
Componența etnică a satului Barați
     Turci (28,14%)
     Nicio identificare (71,85%)
     Altele (0%)
La recensământul din 2011, populația satului Barați era de 199 locuitori. Nu există o etnie majoritară, locuitorii fiind  și turci (28,14%). Pentru 71,85% din locuitori nu este cunoscută apartenența etnică.